# 紅花介屬 (魚形介科)
紅花介屬是甲殼亞門介形綱之下的一個属，舊屬魚形介科，現時獨立出來成為Cytheromatidae科，是該科唯一的屬。多变红花介（Cytheroma variabilis）是這個屬的模式種。

## 物種
本屬包括下列各物種：
- Cytheroma aphanes（荷兰语：Cytheroma aphanes） Whatley, Jones & Wouters, 2000
- Cytheroma araukanensis（荷兰语：Cytheroma araukanensis） Hartmann, 1962
- Cytheroma dimorpha（荷兰语：Cytheroma dimorpha） Hartmann, 1964
- 卓越紅花介 Cytheroma eximius (Hao, 1988)[2][3][5]
- Cytheroma hanaii Yajima, 1978
- Cytheroma karadagiensis（荷兰语：Cytheroma karadagiensis） Dubowsky, 1939
- Cytheroma latiantennata（荷兰语：Cytheroma latiantennata） Elofson, 1938：見於斯堪的那維亞半島南部東北大西洋（NEAT）海域的布胡斯[4][6]。
- Cytheroma marinovi（荷兰语：Cytheroma marinovi） Schornikov, 1969
- Cytheroma ruggierii Ciampo, 1976 †
- 林爽文紅花介 Cytheroma shoangwenlini Hu & Tao, 2008[2][3][5]
- 多变红花介 Cytheroma variabilis Mueller, 1894：模式種[1]。
- 愈兒紅花介 Cytheroma yueri Hu & Tao, 2008[2][3][5]